# Danmarksturneringen 1941-42
Danmarksturneringen 1941-42 var den 29. sæson om Danmarksmesterskabet i fodbold for herrer organiseret af DBU. Mesterskabet blev vundet af B 93, der i finalen i Københavns Idrætspark besejrede AB med 3-2. Det var B 93s ottende danske mesterskab, hvilket var ny rekord.
Turneringen var udvidet fra 22 til 28 hold, idet de vinderne af de fem lokalunioners mesterrækker - Randers Freja, OB, Dragør BK, Toreby Grænge B og Slagelse B&I, plus næstbedste jyske hold, Esbjerg fB, rykkede op.

## Danmarksturneringen

### Kreds 1
Kredsen bestod af syv hold fra Jylland og tre hold fra Fyn. De to bedste hold avancerede til slutspillet.
| Pos | Hold              | K  | V  | U | T  | M+ | M- | MR    | P  |                           |
| --- | ----------------- | -- | -- | - | -- | -- | -- | ----- | -- | ------------------------- |
| 1   | B 1909            | 18 | 11 | 3 | 4  | 65 | 31 | 2,097 | 25 | Kvartfinaler              |
| 2   | AaB               | 18 | 10 | 4 | 4  | 36 | 22 | 1,636 | 24 | Kvartfinaler              |
| 3   | AGF               | 18 | 11 | 1 | 6  | 41 | 29 | 1,414 | 23 |                           |
| 4   | OB (O)            | 18 | 8  | 3 | 7  | 53 | 48 | 1,104 | 19 |                           |
| 5   | Esbjerg fB (O)    | 18 | 6  | 5 | 7  | 42 | 44 | 0,955 | 17 |                           |
| 6   | B 1913            | 18 | 7  | 3 | 8  | 36 | 38 | 0,947 | 17 |                           |
| 7   | Randers Freja (O) | 18 | 8  | 1 | 9  | 38 | 44 | 0,864 | 17 |                           |
| 8   | Vejle B           | 18 | 8  | 0 | 10 | 34 | 50 | 0,680 | 16 |                           |
| 9   | Vejen SF          | 18 | 4  | 4 | 10 | 24 | 41 | 0,585 | 12 |                           |
| 10  | AIA               | 18 | 4  | 2 | 12 | 34 | 56 | 0,607 | 10 | Kvalifikation til Kreds 1 |

#### Kvalifikation til Kreds 1
Nr. 10 i Kreds 1, AIA, spillede om kvalifikation til Kreds 1 sæsonen 1942-43 mod vinderen af mesterrækkerne hos henholdsvis Fyns Boldspil Union (FBU) og Jydsk Boldspil Union (JBU).

| Pos | Hold          | K | V | U | T | M+ | M- | MR    | P |                               |
| --- | ------------- | - | - | - | - | -- | -- | ----- | - | ----------------------------- |
| 1   | Aalborg Chang | 2 | 2 | 0 | 0 | 7  | 4  | 1,750 | 4 | Oprykning til Kreds 1 1942-43 |
| 2   | Odense KFUM   | 2 | 0 | 1 | 1 | 3  | 4  | 0,750 | 1 |                               |
| 3   | AIA           | 2 | 0 | 1 | 1 | 5  | 7  | 0,714 | 1 |                               |

### Kreds 2
Kredsen bestod af tre hold fra Lolland-Falster, fem hold fra Sjælland, samt tre københavnske hold. De to bedste hold avancerede til slutspillet.
| Pos | Hold              | K  | V  | U | T  | M+ | M- | MR    | P  | Kvalifikation eller nedrykning |
| --- | ----------------- | -- | -- | - | -- | -- | -- | ----- | -- | ------------------------------ |
| 1   | ØB                | 18 | 13 | 3 | 2  | 73 | 22 | 3,318 | 29 | Kvartfinaler                   |
| 2   | KFUM              | 18 | 11 | 5 | 2  | 60 | 30 | 2,000 | 27 | Kvartfinaler                   |
| 3   | B 1901            | 18 | 11 | 3 | 4  | 42 | 35 | 1,200 | 25 |                                |
| 4   | Helsingør IF      | 18 | 11 | 2 | 5  | 89 | 34 | 2,618 | 24 |                                |
| 5   | B 1908            | 18 | 9  | 3 | 6  | 57 | 40 | 1,425 | 21 |                                |
| 6   | Slagelse B&I (O)  | 18 | 8  | 2 | 8  | 53 | 63 | 0,841 | 18 |                                |
| 7   | Nakskov           | 18 | 5  | 5 | 8  | 35 | 42 | 0,833 | 15 |                                |
| 8   | Dragør BK (O)     | 18 | 5  | 0 | 13 | 49 | 82 | 0,598 | 10 |                                |
| 9   | Toreby Grænge (O) | 18 | 2  | 3 | 13 | 27 | 64 | 0,422 | 7  |                                |
| 10  | Korsør B          | 18 | 2  | 0 | 16 | 23 | 96 | 0,240 | 4  | Kvalifikation til Kreds 2      |

#### Kvalifikation til Kreds 2
Nr. 10 i Kreds 2, Korsør B, spillede om kvalifikation til Kreds 2 sæsonen 1942-43 mod vinderen af mesterrækkerne hos henholdsvis Lolland-Falster Boldspil Union (LFBU) og Sjællands Boldspil Union (SBU).

| Pos | Hold      | K | V | U | T | M+ | M- | MR    | P |                               |
| --- | --------- | - | - | - | - | -- | -- | ----- | - | ----------------------------- |
| 1   | Korsør B  | 2 | 2 | 0 | 0 | 12 | 6  | 2,000 | 4 | Oprykning til Kreds 1 1942-43 |
| 2   | Haslev IF | 2 | 0 | 1 | 1 | 3  | 4  | 0,750 | 1 |                               |
| 3   | B 1921    | 2 | 0 | 1 | 1 | 5  | 7  | 0,714 | 1 |                               |

### Kreds 3
Kredsen bestod af de otte hold fra København. De fire bedste hold avancerede til slutspillet. 
| Pos | Hold          | K  | V  | U | T  | M+ | M- | MR    | P  | Kvalifikation eller nedrykning |
| --- | ------------- | -- | -- | - | -- | -- | -- | ----- | -- | ------------------------------ |
| 1   | Frem (M)      | 14 | 11 | 0 | 3  | 49 | 22 | 2,227 | 22 | Kvartfinaler                   |
| 2   | B 93          | 14 | 9  | 2 | 3  | 40 | 26 | 1,538 | 20 | Kvartfinaler                   |
| 3   | KB            | 14 | 7  | 3 | 4  | 34 | 28 | 1,214 | 17 | Kvartfinaler                   |
| 4   | AB            | 14 | 7  | 2 | 5  | 36 | 30 | 1,200 | 16 | Kvartfinaler                   |
| 5   | Fremad Amager | 14 | 7  | 0 | 7  | 35 | 37 | 0,946 | 14 |                                |
| 6   | Køge BK       | 14 | 5  | 1 | 8  | 34 | 38 | 0,895 | 11 |                                |
| 7   | B 1903        | 14 | 3  | 2 | 9  | 20 | 40 | 0,500 | 8  |                                |
| 8   | HIK           | 14 | 1  | 2 | 11 | 19 | 46 | 0,413 | 4  | Kvalifikation til Kreds 3      |

#### Kvalifikation til Kreds 3
Efter at have vundet Kreds 2 to sæsoner i træk, gav DBU ØB mulighed for at spille i den økonomisk mere attraktive Kreds 3. Forudsætningen var, at ØB over to kampe kunne hente tre point mod HIK, der to sæsoner i træk var sluttet sidst i Kreds 3.
| 10. juni 1942 19.30 |

| ØB                                                                      | 5 - 2   | HIK                                                           |
| ----------------------------------------------------------------------- | ------- | ------------------------------------------------------------- |
| Helge Bronée 1-0, 2-0, 3-1' · Gunnar Olsson 4-1' · Carl Aage Præst 5-1' | (2 - 1) | Reinholdt Christensen 2-1' · Erik Spang-Larsen 5-2' (strf.) · |

| Københavns Idrætspark, København |

| 19. juni 1942 19.30 |

| HIK     | 1 - 1   | ØB                                     |
| ------- | ------- | -------------------------------------- |
| ??? 60' | (0 - 0) | Carlo Christensen · Helge Bronée 82' · |

| Københavns Idrætspark, København Dommer: Ludvig Jensen |

| ØB kvalificeret til Kreds 3 med 3-1 sammenlagt på point. |

## Kvartfinaler
| 31. maj 1942 |

| AaB | 0 - 1   | AB                  |
| --- | ------- | ------------------- |
|     | (0 - 1) | Knud Lundberg 20' · |

| Aalborg Stadion, Aalborg Tilskuere: 4.000 |

| 31. maj 1942 Kl. 13.15 |

| KB                                       | 2 - 1   | KFUM                  |
| ---------------------------------------- | ------- | --------------------- |
| Jørgen Iversen 35' · Helge Jørgensen 67' | (1 - 1) | Kaj Christansen 37' · |

| Københavns Idrætspark, København |

| 31. maj 1942 13.30 |

| B 1909                   | 2 - 2 e.f.s.             | BK Frem                                               |
| ------------------------ | ------------------------ | ----------------------------------------------------- |
| Gerhard Pedersen 59, 90' | Ord. kamp: 2 - 2 (0 - 1) | Pauli Jørgensen 29' · Svend Frederiksen 73' (strf.) · |

| Odense Stadion, Odense Tilskuere: 11.000 |

| B 1909 gik videre efter lodtrækning. |

| 31. maj 1942 Kl. 15.15 |

| B 93                                                                                    | 5 - 0   | ØB           |
| --------------------------------------------------------------------------------------- | ------- | ------------ |
| Jørgen Hammeken 35' · Helmuth Nielsen 2-0, 5-0' · Kaj Hansen 44' · Oluf Baltzarsen 4-0' | (3 - 0) | Helge Bronée |

| Københavns Idrætspark, København Tilskuere: 10.000 |

## Semifinaler
| 5. juni 1942 Kl. 15.15 |

| KB                | 1 - 2 e.f.s.             | AB                                             |
| ----------------- | ------------------------ | ---------------------------------------------- |
| Leif Petersen 75' | Ord. kamp: 1 - 1 (0 - 0) | Svend Albrechtsen 0-1' · Eigil Thielsen 119' · |

| Københavns Idrætspark, København Tilskuere: 7.700 |

| 5. juni 1942 Kl. 13.15 |

| B 93                                                                                | 4 - 0   | B 1909 |
| ----------------------------------------------------------------------------------- | ------- | ------ |
| Arne Sørensen 20' · Jørgen Hammeken 35' · Harald Lyngsaa 50' · Helmuth Nielsen 4-0' | (2 - 0) |        |

| Københavns Idrætspark, København Tilskuere: 16.600 |

## Finale
| 9. juni 1942 Kl. 19.30 |

| B 93                                     | 3 - 2   | AB                                         |
| ---------------------------------------- | ------- | ------------------------------------------ |
| Olaf Baltzarsen 60, 66' · Kaj Hansen 80' | (0 - 0) | Georg Dahlfeldt 62' · Bjørn Schwaner 89' · |

| Københavns Idrætspark, København Tilskuere: 17.000 Dommer: Valdemar Laursen |